# Yigoga romanoi
Yigoga romanoi är en fjärilsart som beskrevs av Emilio Berio 1980/9=81. Yigoga romanoi ingår i släktet Yigoga och familjen nattflyn. Inga underarter finns listade i Catalogue of Life.